# 耿願魯
耿願魯，字公望，號又朴，山東館陶人。清朝政治人物，進士出身。
康熙九年（1670年）中式庚戌科二甲第四名進士。選翰林院庶吉士，散館授編修。